# Szerencsekerék
A Szerencsekerék licencszerződésen alapuló televíziós vetélkedő. A műsor eredetije 1975-ben indult az Egyesült Államokban Wheel of Fortune néven. Magyarországon először a Magyar Televízió tűzte műsorra, 1993 és 1997 között. 1997-től 2001-ig, illetve 2021-től a TV2-n fut, 2011 és 2012 között a Story4 adta.

## A műsor menete
A játékban szólásokat, közmondásokat, illetve szavakat kell kitalálni, mássalhangzók megadásával. A műsorban volt egy, a játékosok előtt elhelyezett kerék, mely cikkelyekre volt osztva, és minden szeletnek volt egy pénzértéke. A pörgetés után az aktuális játékos előtt található pénzösszeg számszorosát nyerhette, annak függvényében, hogy hány mássalhangzót talált el a feladványból. A kipörgetett összeget végül csak az a játékos nyerte meg, – illetve 1997-ig az vásárolhatta le a kirakatokban kiállított termékekre – aki megfejtette a feladványt.
A műsorban általában három játékos játszott. A játékosokat a nézők közül választották ki. Voltak ünnepi különkiadások, mikor csak ismert emberek, sztárok játszottak, ezt a változatot a 4. évadtól külön is promotálta a TV2 Szerencsekerék VIP néven.

## Évadok
| Évad | Évad              | Évad             | Adások száma | Sugárzás             | Sugárzás             | Műsorvezetők                               | Szerencselány                              | Adó    |
| Évad | Évad              | Évad             | Adások száma | Évadbemutató         | Évadzáró             | Műsorvezetők                               | Szerencselány                              | Adó    |
| ---- | ----------------- | ---------------- | ------------ | -------------------- | -------------------- | ------------------------------------------ | ------------------------------------------ | ------ |
|      | Első változat     | Első változat    | 1798         | 1993. január 2.      | 2001. augusztus      | Klausmann Viktor Gajdos Tamás              | Prokopp Dóra Pataki Györgyi                | MTV1   |
|      | Első változat     | Első változat    | 1798         | 1993. január 2.      | 2001. augusztus      | Klausmann Viktor Gajdos Tamás Vízy András  | Pataki Györgyi Dankó Krisztina Horváth Éva |        |
|      | Második változat  | Második változat | 390          | 2011. szeptember 19. | 2012. december 31.   | Klausmann Viktor Árpa Attila Szulák Andrea | Rácz Zsuzsa                                | Story4 |
|      | Harmadik változat | 1.               | 25+1 VIP     | 2021. július 19.     | 2021. december 31.   | Kasza Tibor                                | Sydney van den Bosch                       |        |
|      | Harmadik változat | 2.               | 19           | 2022. április 11.    | 2022. május 6.       | Kasza Tibor                                | Sydney van den Bosch                       |        |
|      | Harmadik változat | 3.               | 65+1 VIP     | 2022. december 6.    | 2023. március 10.    | Kasza Tibor                                | Sydney van den Bosch                       |        |
|      | Harmadik változat | 4.               | 46+4 VIP     | 2023. április 24.    | 2023. szeptember 24. | Kasza Tibor                                | Sydney van den Bosch                       |        |
|      | Harmadik változat | 5.               | 59+1 VIP     | 2023. december 6.    | 2024. március 15.    | Kasza Tibor                                | Sydney van den Bosch                       |        |
|      | Harmadik változat | 6.               | 38+2 VIP     | 2024. június 3.      | 2024. december 31.   | Kasza Tibor                                | Sydney van den Bosch                       |        |
|      | Harmadik változat | 7.               | 34+6 VIP     | 2025. június 16.     | 2025. augusztus 29.  | Kasza Tibor                                | Balogh Eleni                               |        |

Az első változatot 1993-ban mutatta be az MTV-n. A műsorvezetői Klausmann Viktor, Gajdos Tamás voltak, a betűket Prokopp Dóra forgatta. 1997-ben átköltözött a TV2-re, ahol 2001-ig futott. A műsorvezetői Klausmann Viktor és Gajdos Tamás, majd Klausmann mellett Vízy András volt.
A műsor második változata 2011 és 2013 között volt látható a Story4-en. A műsorvezetői Klausmann Viktor és Árpa Attila, majd Szulák Andrea, a betűforgató Rácz Zsuzsa volt.
2021. május 27-én bejelentették, hogy 9 év után visszatér a vetélkedő a TV2-n. A műsorvezető Kasza Tibor és Sydney van den Bosch lesz. Az új, avagy az első évad 2021. július 19-én indult, és 2021. december 31-én szilveszteri különkiadással ért véget (bár az első évad augusztus 22-én ért véget). 2022. április 11-én indult a második évad, és 2022. május 6-án ért véget.
A harmadik évad 2022. december 6-án vette kezdetét, és március 10-én ért véget. A negyedik évad 2023. április 24-én indult, és június 13-án nyári szünetre vonult. A negyedik évad 2023. augusztus 13-án folytatódott egy hosszabb szünet után.
A TV2 bejelentette, hogy 2023 szeptemberében szombatonként VIP adásokat fog vetíteni. Ebben civil játékosok helyett celebek lesznek.
A műsor történetének eddigi legnagyobb pénznyereményét egy civil játékos, Veress Eszter vitte el, ami 10 millió 650 ezer forint volt, megdöntve a korábbi, 2023-as rekordot, melyet szintén egy civil játékos tartott Orosz Sándor 10 millió 250 ezer forinttal.

## Sztárvendégei (2021–)
| Adás | Vendég                | Vendég               | Vendég               | Vendég              | Vendég                                 | Vendég                                | Vendég             |
| Adás | 1. évad               | 2. évad              | 3. évad              | 4. évad             | 5. évad                                | 6. évad                               | 7. évad            |
| ---- | --------------------- | -------------------- | -------------------- | ------------------- | -------------------------------------- | ------------------------------------- | ------------------ |
| 1.   | Pápai Joci            | Bódi Margó           | Árpa Attila          | Hajdú Péter         | Polgár Tünde                           | Dávid Petra és Kabai András           | Liptai Claudia     |
| 2.   | Király Viktor         | Krausz Gábor         | Hevesi Tamás         | Rábaközi Andrea     | Gelencsér Tímea                        | Boda Gyöngyi és Hegedűs Csaba         | Szandi             |
| 3.   | Köllő Babett          | Jakupcsek Gabriella  | Csuti                | Görög Zita          | Caramel                                | Horváth Enikő és Kriston Péter        | Aurelio            |
| 4.   | Lékai-Kiss Ramóna     | Zámbó Krisztián      | Schóbert Lara        | Gömöri András Máté  | Dolhai Attila                          | Gál Bogi és Szandaváry Gergő          | Brasch Bence       |
| 5.   | Pumped Gabo           | Demcsák Zsuzsa       | Gáspár Evelin        | Csisztu Zsuzsa      | Polgár Árpád                           | Hegedűs Kornélia és Rózsavölgyi János | Galambos Lajos     |
| 6.   | Gáspár Zsolt          | Ördög Nóra           | Sipos Tamás          | Madár Veronika      | Stana Alexandra                        | Szabó Zsófia                          | Valkó Eszter       |
| 7.   | Till Attila           | Oszvald Marika       | Voksán Virág         | Kautzky Armand      | Tolvai Renáta                          | Tuvic Aleksandra                      | Bogdányi Titanilla |
| 8.   | Kiszel Tünde          | Curtis               | Várkonyi András      | Lányi Lala          | Horváth Csenge                         | Sánta László                          | Juronics Tamás     |
| 9.   | Cooky                 | Fresh Andi           | Hevesi Kriszta       | Szorcsik Viktória   | Opitz Barbi                            | Dietz Gusztáv                         | Fekete Pákó        |
| 10.  | Szögeczki Ági         | Szujó Zoltán         | L.L. Junior          | Bódi Guszti         | Kökény Aranka                          | Hegyes Bertalan                       | Szabó Franciska    |
| 11.  | Tóth Gabi             | Stohl András         | Győrfi Pál           | Bódi Sylvi          | Kocsis Tibor                           | Tóth Dávid                            | Veréb Tamás        |
| 12.  | Pintér Tibor          | Erdélyi Mónika       | Détár Enikő          | Bíró Ica            | Noszály Sándor                         | Szabó Ádám                            | Miló Viktória      |
| 13.  | Csonka András         | Horváth Éva          | Hajdu Steve          | Danny Blue          | Sági Szilárd                           | Varga Viktor                          | Horváth Tamás      |
| 14.  | Megyeri Csilla        | Csepregi Éva         | Schmuck Andor        | Németh Lajos        | Maksa Zoltán                           | Proksa Szandra                        | Lékai Máté         |
| 15.  | Zimány Linda          | Tihanyi-Tóth Csaba   | Wolf Kati            | Kamarás Iván        | Verrasztó Dávid                        | Herceg Csaba                          | Nagy Adri          |
| 16.  | Gáspár Győző          | Pásztor Anna         | Jolly                | Nyertes Zsuzsa      | Young G Béci                           | Farkasházi Réka                       | Katus Attila       |
| 17.  | Gáspár Bea            | Rubint Réka          | Fekete László        | Kollányi Zsuzsi     | Hadas Alfréd                           | Ripli Zsuzsanna                       | Balogh Edina       |
| 18.  | Fésűs Nelly           | Kökény Attila        | Nótár Mary           | Vásáry André        | Kiss Gergely                           | Csórics Balázs                        | Németh Kristóf     |
| 19.  | Judy                  | R. Kárpáti Péter     | Zsidró Tamás         | Kósa L. Adolf       | Szolnoki Péter                         | Béres Anett                           | Pintér Adrienn     |
| 20.  | Fodor Zsóka           |                      | Kulcsár Edina        | Növényi Norbert     | Bebe                                   | Galambos Dorina                       | Czippán Anett      |
| 21.  | Gianni Annoni         | G.w.M                | Pap Dorci            | Peter Šrámek        | Takács Zsuzska                         | Papp Máté Bence                       |                    |
| 22.  | Balázs Andrea         | Polyák Lilla         | DR BRS               | Szécsi Zoltán       | Ungvári Miklós                         | Nagy Zsolt Leo                        |                    |
| 23.  | Böjte Dave            | Ricsipí és Qka MC    | Gregor Bernadett     | Baby Gabi           | Freddie                                | Mihályfi Luca                         |                    |
| 24.  | Molnár Andrea         | Ambrus Attila        | Visváder Tamás       | Barabás Kiss Zoltán | DJ Dominique                           | Sári Éva                              |                    |
| 25.  | Schóbert Norbert      | Nyári Darinka        | Szuperák Barbie      | Muri Enikő          | Rippel Feri                            | Frabato                               |                    |
| 26.  |                       | Béres Alexandra      | Király Linda         | Nagy Sándor         | Lola                                   | Szakál Miklós                         |                    |
| 27.  | Bárdosi Sándor        | Sebestyén Katja      | Deutsch Anita        | Szinetár Dóra       | Lukács Miklós                          |                                       |                    |
| 28.  | Monoki Lehel          | Kovácsovics Fruzsina | Gaál Noémi           | Bálint Antónia      | Somhegyi Krisztián és Somhegyi Kristóf |                                       |                    |
| 29.  | Kovács Áron           | Rácz Gigi            | Schoblocher Barbara  | Nádas György        |                                        |                                       |                    |
| 30.  | Ábel Anita            | Dévényi Tibor        | Miskovits Márton     | Görbe Nóra          |                                        |                                       |                    |
| 31.  | Kiss Ernő Zsolt       | Gergely Róbert       | Hide the Pain Harold | Lissák Laura        |                                        |                                       |                    |
| 32.  | ifj. Schóbert Norbert | Soltész Rezső        | Pál Dénes            | Molnár Nini         |                                        |                                       |                    |
| 33.  | Fásy Ádám             | Szabó Erika          | Trap Kapitány        | Szegedi Fecsó       |                                        |                                       |                    |
| 34.  | Rózsa György          | Singh Viki           | Mohamed Fatima       | Sáfrány Emese       |                                        |                                       |                    |
| 35.  | Dombóvári Vanda       | Kiss Endi            | Szekeres Adrien      | Busa Pista          |                                        |                                       |                    |
| 36.  | Kerényi Miklós Máté   | Badár Tamás          | Xantus Barbara       | Pető Brúnó          |                                        |                                       |                    |
| 37.  | Oláh Gergő            | Kempf Zozo           | Oczella Eszter       | Vastag Tamás        |                                        |                                       |                    |
| 38.  | Wolf András           | Völgyi Zsuzsi        | Ivancsics Ilona      | Horváth Gréta       |                                        |                                       |                    |
| 39.  | Harsányi Levente      | Varga Feri           | Vavra Bence          |                     |                                        |                                       |                    |
| 40.  | Kovács Panka          | Rába Tímea           | Száraz Dénes         |                     |                                        |                                       |                    |
| 41.  | Bódi Csabi            | Tücsi                | Torres Dániel        |                     |                                        |                                       |                    |
| 42.  | Zámbó Árpy            | Sipos F. Tamás       | Gyebnár Csekka       |                     |                                        |                                       |                    |
| 43.  | Dudás Miklós          | Jaskó Bálint         | Faragó András        |                     |                                        |                                       |                    |
| 44.  | Vajtó Lajos           | Király Péter         | Tarján Zsófia        |                     |                                        |                                       |                    |
| 45.  | Dolly                 | Sütő Enikő           | Heatlie Dávid        |                     |                                        |                                       |                    |
| 46.  | Szulák Andrea         | Hunyadi Donatella    | Koós Réka            |                     |                                        |                                       |                    |
| 47.  | Keleti Andrea         |                      | Delhusa Gjon         |                     |                                        |                                       |                    |
| 48.  | Erdei Zsolt           | Tóth Bence           |                      |                     |                                        |                                       |                    |
| 49.  | Pély Barna            | Fásy Zsüliett        |                      |                     |                                        |                                       |                    |
| 50.  | Ungár Anikó           | Hajmási Dávid        |                      |                     |                                        |                                       |                    |
| 51.  | Péter Szabó Szilvia   | Csapó Virág          |                      |                     |                                        |                                       |                    |
| 52.  | Varga Győző           | Keresztes Ildikó     |                      |                     |                                        |                                       |                    |
| 53.  | Zoltán Erika          | Tallós Rita          |                      |                     |                                        |                                       |                    |
| 54.  | Vastag Csaba          | Tornóczky Anita      |                      |                     |                                        |                                       |                    |
| 55.  | Baronits Gábor        | Szécsi Debóra        |                      |                     |                                        |                                       |                    |
| 56.  | Alekosz               | Gájer Bálint         |                      |                     |                                        |                                       |                    |
| 57.  | Janza Kata            | Hanga Zoltán         |                      |                     |                                        |                                       |                    |
| 58.  | Simon Kornél          | Csomor Csilla        |                      |                     |                                        |                                       |                    |
| 59.  | Jellinek Tina         | Molnár Anikó         |                      |                     |                                        |                                       |                    |
| 60.  | Barta Sylvia          |                      |                      |                     |                                        |                                       |                    |
| 61.  | Zalatnay Sarolta      |                      |                      |                     |                                        |                                       |                    |
| 62.  | Kovács Lehel          |                      |                      |                     |                                        |                                       |                    |
| 63.  | Tóth-Hódi Pamela      |                      |                      |                     |                                        |                                       |                    |
| 64.  | Nagy Réka             |                      |                      |                     |                                        |                                       |                    |
| 65.  | Kandász Andrea        |                      |                      |                     |                                        |                                       |                    |

### VIP adások
| Adás | Vendégek | Vendégek                                    | Vendégek                                         | Vendégek                                | Vendégek                                           | Vendégek                                 |
| Adás | 1. évad | 3. évad                                     | 4. évad                                          | 5. évad                                 | 6. évad                                            | 7. évad                                  |
| ---- | --- | ------------------------------------------- | ------------------------------------------------ | --------------------------------------- | -------------------------------------------------- | ---------------------------------------- |
| 1.   | Lékai-Kiss Ramóna, Emilio, és Till Attila                                                                   | Bódi Margó, Köllő Babett és Szente Vajk     | Majka, Pápai Joci és Tóth Gabi                   | Gáspár Zsolt, G.w.M és Tóth-Hódi Pamela | Molnár Viktor, Nagyházi Lőrinc és Fertőszögi Péter | Sipos Péter, Kabai László és Papp Ferenc |
| 2.   | |                                             | Gajdos Tamás, Klausmann Viktor és Pataki Györgyi |                                         | Gáspár Bea, Gáspár Győző és L.L. Junior            | Oláh Orsolya, Nagy Renáta és Fecső Judit |
| 3.   | Köllő Babett, Lékai-Kiss Ramóna és Ördög Nóra                                                               |                                             | Epres Attila, Ivancsics Ilona és Trokán Péter    |                                         |                                                    |                                          |
| 4.   | Gáspár Evelin és Gáspár Virág, Király Linda és Király Viktor illetve Schóbert Lara és ifj. Schóbert Norbert | Hamvai P.G., Metzker Viki és Lotfi Begi     |                                                  |                                         |                                                    |                                          |
| 5.   | | Juhász Illés, Dzsupin Ibolya és Kárász Zénó |                                                  |                                         |                                                    |                                          |
| 6.   | Lovász László, Lakatos László és Elek Péter                                                                 |                                             |                                                  |                                         |                                                    |                                          |